# Volo American Flyers Airline 280/D
Il volo American Flyers Airline 280/D era un volo operato in base a un contratto dell'US Military Air Command dall'Aeroporto Regionale di Monterey in California all'aeroporto di Columbus in Georgia, passando per l'Aeroporto Municipale di Ardmore, Oklahoma. Il 22 aprile 1966, mentre si avvicinava alla pista 8 di Ardmore, l'aereo oltrepassò la pista e si schiantò contro una collina, prendendo fuoco. Ottantatré dei 98 passeggeri e membri dell'equipaggio a bordo morirono nello schianto.

## L'aereo
L'aereo era un Lockheed L-188 Electra turboelica quadrimotore registrato come N183H. Volò per la prima volta nel gennaio 1961 e venne acquistato dalla American Flyers Airline nel gennaio 1963. È lo stesso aereo che trasportò i Beatles di città in città nel 1964 durante il loro secondo tour negli Stati Uniti.

## L'indagine
Il Civil Aeronautics Board (CAB) degli Stati Uniti si occupò di indagare sull'incidente.
Gli investigatori non trovarono prove di guasti o difetti meccanici. Alcuni giorni dopo l'incidente si apprese che il pilota, Reed Pigman, che era anche presidente dell'American Flyers, era in cura per arteriosclerosi. Un'autopsia di Pigman determinò che era stato ucciso dalle molteplici lesioni riportate nello schianto o da una sclerosi dell'arteria coronaria.
È stato inoltre accertato che Reed Pigman aveva falsificato la sua richiesta per un certificato medico di prima classe. Non aveva rivelato di essere diabetico o di avere una storia di problemi cardiaci risalenti a quasi due decenni; uno di questi sarebbe stato un fattore squalificante per il certificato.
Il 28 marzo 1967 il CAB pubblicò il suo rapporto finale. Il CAB stabilì che la probabile causa dell'incidente era "[L]'incapacità, dovuta a un'insufficienza coronarica, del pilota in comando in un punto critico durante un avvicinamento visivo circolare condotto in condizioni di volo strumentale."